# Ochetorhynchus phoenicurus
Az Ochetorhynchus phoenicurus a madarak (Aves) osztályának verébalakúak (Passeriformes) rendjébe és a fazekasmadár-félék (Furnariidae) családjába tartozó faj.

## Rendszerbesorolása
A fajt John Gould angol ornitológus írta le 1839-ben, az Eremobius nembe Eremobius phoenicurus néven. Áthelyezését, egyes szervezetek, még nem fogadták el.

## Előfordulása
Dél-Amerika déli részén, Argentína és Chile területén honos. Állandó, nem vonuló faj. A természetes élőhelye trópusi és szubtrópusi száraz bokrosok és szavannák.

## Megjelenése
Átlagos testhossza 17 centiméter, testtömege 28-34 gramm.

## Életmódja
A talajon keresgéli rovarokból és más kisebb gerinctelenekből álló táplálékát.

## Külső hivatkozás
- Képek az interneten a fajról
- Ibc.lynxeds.com - videók a fajról
- Xeno-canto.org - elterjedési térképe és a faj hangja